# 美国哥伦比亚特区上诉法院
美国哥伦比亚特区上诉法院（District of Columbia Court of Appeals）是美国哥伦比亚特区的终审法院，相当于美国各州的最高法院，设立于1970年。

## 外部連結
- District of Columbia Court of Appeals （页面存档备份，存于） – Official webpage of the DC Court of Appeals, part of the DC Courts' website.